# أبو بكر نعامة
أبو بكر نعامة أو أبو بكر أو نعامة أحد رجالات ترهونة في العهد الملكي، تقلد عدة مناصب وزارية على مستوى المملكة، وكان أحد أعضاء مجلس النواب بالجمهورية الطرابلسية. وأبوبكر أبو نعامة من ربع أولاد مسلم.

## المناصب التي تولاها
1. وزير التربية والتعليم
2. وزير الشؤون الاجتماعية
3. وزير المالية والاقتصاد
4. والي لولاية طرابلس في العهد الملكي في الفترة ما بين 1960-1961 قبل إلغاء الفيدرالية، والانتقال إلى نظام الإدارة المركزية لجميع أقاليم ليبيا.
5. عضو بمجلس النواب للجمهورية الطرابلسية